# I Want to Break Free

Mercury trong video bài hát đang mặc trang phục một người hầu phòng đang đẩy một máy hút bụi

I Want to Break Free là một bài hát được trình diễn bởi ban nhạc Queen, do John Deacon sáng tác. Nó có trong album năm 1984 The Works. Trong bảng xếp hạng của Anh, nó được xếp vị trí thứ 3 và giữ nguyên vị trí này trong 15 tuần.
Video nhại lại theo bộ phim truyền hình dài tập (soap opera) Coronation Street của Anh. Trong đoạn video, các thành viên đã đóng các vai diễn giống như các vai được nhìn thấy trong bộ phim truyền hình lúc đó. Video cũng miêu tả ban nhạc theo cách xuất hiện trong một cái hang tối và cũng có thêm một đoạn múa với đoàn Ballet Hoàng gia Anh, và để làm việc này thì Freddie Mercury đã cạo đi bộ ria mép trứ danh của mình để đóng giả Vaslav Nijinsky. Video đã bị kênh MTV cấm, nhưng nó đã được quảng cáo rùm beng vào năm 1991, khi kênh VH1 đã sử dụng nó trong một chương trình đặc biệt của Queen có tên là Thế hệ của tôi. Bài hát đã trở nên phổ biến khi nó được dùng chiến dịch quảng cáo cho Coca-Cola C2.
Khi Queen biểu diễn bài hát tại buổi diễn Rock in Rio, Mercury đi ra sân khấu một cách thất thểu, đã nhận được các tiếng la ó phản đối từ khán giả; đám đông không nhận thức được sự nhại lại vở kịch Coronation Street nên họ nghĩ rằng Mercury đã làm hỏng bài hát.
Vào năm 1992 tại buổi diễn tưởng niệm Freddie Mercury, Lisa Stansfield đã hát lại bài hát này. Cô đã tới sân vận động Wembley với mái tóc cuộn và đẩy một cái máy hút bụi để gợi nhớ lại tính chất của bài hát.